# Antefungivoridae
Antefungivoridae (лат.) — семейство вымерших насекомых из отряда двукрылых, насчитывающее 44 вида в 9 родах.

## География
В основном окаменелости находились в трёх регионах в Сибири (Россия), Казахстане и Китае, и всего один вид в Германии.

## Систематика
В 1938 году Борисом Борисовичем Родендорфом было описано подсемейство Antefungivorinae в составе семейства Allactoneuridae (сейчас это Pleciofungivoridae). В 1946 году он описал в надсемействе Fungivoroidea новое семейство Pleciomimidae и перенёс в него подсемейство Antefungivorinae. В каталоге ископаемых двукрылых Нил Эвенхус предложил заменить название семейства Pleciomimidae на Antefungivoridae, так как последний таксон был описан раньше. В 2014 году Хейки Хиппа и Ян Шевчик предложили отнести к семейству Antefungivoridae два современных рода Nepaletricha и Heterotricha, включая это семейство в надсемейство Sciaroidea.
- Род: †Antefungivora Rohdendorf, 1938
  - Вид: †Antefungivora brachyptera Rohdendorf, 1946 — Казахстан (верхний юрский период)
  - Вид: †Antefungivora elongata Rohdendorf, 1946 — Казахстан (верхний юрский период)
  - Вид: †Antefungivora haifanggouensis Hong, 1983 — Китай (средний юрский период)
  - Вид: †Antefungivora magna Rohdendorf, 1946 — Казахстан (верхний юрский период)
  - Вид: †Antefungivora mictis Lin, 1980 — Китай (верхний юрский период)
  - Вид: †Antefungivora prima Rohdendorf, 1938 — Казахстан (верхний юрский период)
  - Вид: †Antefungivora ventralis Rohdendorf, 1946 — Казахстан (верхний юрский период)
  - Вид: †Antefungivora zherichini Kovalev, 1990 — Сибирь (Россия) (верхний юрский период)
- Род: †Antiquamedia Rohdendorf, 1938
  - Вид: †Antiquamedia tenuipes Rohdendorf, 1938 — Казахстан (верхний юрский период)
- Род: †Aortomima Zhang, Zhang, Liu & Shangguan, 1986
  - Вид: †Aortomima shandongensis Zhang et al., 1986 — Китай (верхний юрский период)
- Род: †Baishuilingella Lin, 1980
  - Вид: †Baishuilingella micris Lin, 1980 — Китай (верхний юрский период)
- Род: †Lycoriomimodes Rohdendorf, 1946
  - Вид: †Lycoriomimodes angustipennis Rohdendorf, 1962 — Казахстан (верхний юрский период)
  - Вид: †Lycoriomimodes atropos Kovalev, 1990 — Сибирь (Россия) (верхний юрский период / нижний меловой период)
  - Вид: †Lycoriomimodes clotho Kovalev, 1990 — Сибирь (Россия) (верхний юрский период / нижний меловой ериод)
  - Вид: †Lycoriomimodes deformatus Rohdendorf, 1946 — Казахстан (верхний юрский период)
  - Вид: †Lycoriomimodes karatavica Rohdendorf, 1946 — Казахстан (верхний юрский период)
  - Вид: †Lycoriomimodes lachesis Kovalev, 1990 — Сибирь (Россия) (верхний юрский период / нижний меловой период)
  - Вид: †Lycoriomimodes longiradiata Hong & Wang, 1990 — Китай (верхний юрский период)
  - Вид: †Lycoriomimodes luanpingensis Hong, 1983 — Китай (верхний юрский период)
  - Вид: †Lycoriomimodes magnipennis Rohdendorf, 1962 — Казахстан (верхний юрский период)
  - Вид: †Lycoriomimodes minor Rohdendorf, 1946 — Казахстан (верхний юрский период)
  - Вид: †Lycoriomimodes ovatus Hong & Wang, 1990 — Китай (верхний юрский период)
  - Вид: †Lycoriomimodes parva Hong & Wang, 1990 — Китай (верхний юрский период)
  - Вид: †Lycoriomimodes perbella Zhang et al., 1986 — Китай (верхний юрский период)
- Род: †Mimallactoneura Rohdendorf, 1946
  - Вид: †Mimallactoneura lirata Hong, 1983 — Китай (средний юрский период)
  - Вид: †Mimallactoneura tuanwangensis Hong & Wang, 1990 — Китай (верхний юрский период)
  - Вид: †Mimallactoneura vetusta Rohdendorf, 1946 — Казахстан (верхний юрский период)
- Род: †Paralycoriomima Rohdendorf, 1946
  - Вид: †Paralycoriomima brevisubcosta Kovalev, 1990 — Сибирь (Россия) (верхний юрский период)
  - Вид: †Paralycoriomima sororcula Rohdendorf, 1946 — Казахстан (верхний юрский период)
- Род: †Pleciomima Rohdendorf, 1938
  - Вид: †Pleciomima allactoneuroides Rohdendorf, 1946 — Казахстан (верхний юрский период)
  - Вид: †Pleciomima aramis Kovalev, 1990 — Сибирь (Россия) (верхний юрский период)
  - Вид: †Pleciomima artagnan Kovalev, 1990 — Сибирь (Россия) (верхний юрский период / нижний меловой период)
  - Вид: †Pleciomima athos Kovalev, 1990 — Сибирь (Россия) (верхний юрский период)
  - Вид: †Pleciomima mycetophilinus Handlirsch, 1939 — Германия (нижний юрский период)
  - Вид: †Pleciomima porthos Kovalev, 1990 — Сибирь (Россия) (верхний юрский период)
  - Вид: †Pleciomima secunda Rohdendorf, 1946 — Казахстан (верхний юрский период)
  - Вид: †Pleciomima sepulta Rohdendorf, 1938 — Казахстан (верхний юрский период)
- Род: †Sciaromima
  - Вид: †Sciaromima major Kovalev, 1990 — Сибирь (Россия) (верхний юрский период)
  - Вид: †Sciaromima minor Kovalev, 1990 — Сибирь (Россия) (верхний юрский период / нижний меловой период)
  - Вид: †Sciaromima oblongus Hong, 1983 — Китай (верхний юрский период)
  - Вид: †Sciaromima producopoda Lin, 1976 — Китай (верхний юрский период)